# Martinikirche (Bischhausen)

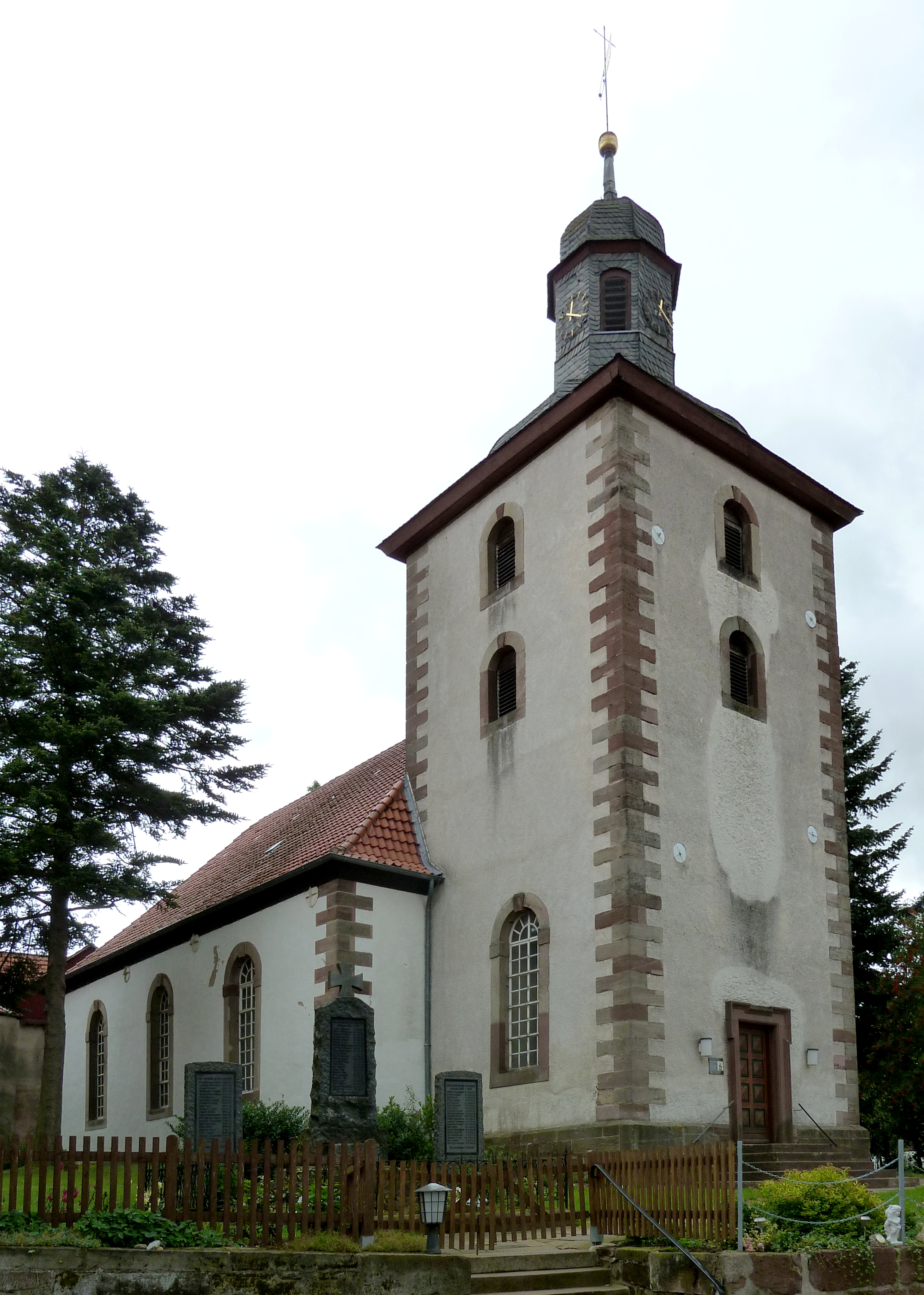
Martinikirche

Die evangelisch-lutherische denkmalgeschützte Martinikirche steht im Zentrum von Bischhausen, einem Ortsteil der Gemeinde Gleichen im Landkreis Göttingen von Niedersachsen. Die Kirchengemeinde Bischhausen wurde mit den Kirchengemeinden Weißenborn und Bremke unter dem Pfarramt in Bremke zunächst pfarramtlich verbunden. Inzwischen haben sich die drei Gemeinden zur Evangelisch-lutherischen Kreuzweg-Kirchengemeinde in Gleichen zusammengeschlossen. Sie gehört zum Kirchenkreis Göttingen im Sprengel Hildesheim-Göttingen der Evangelisch-lutherischen Landeskirche Hannovers. 

## Beschreibung
Die schlichte Saalkirche aus verputzten Bruchsteinen wurde nach einem Entwurf von Jost Philipp Leichtweiß 1739 als Ersatz für einen mittelalterlichen Vorgängerbau errichtet. Sie hat im Osten einen dreiseitigen Abschluss des Chors und im Westen den eingezogenen Kirchturm mit einer Haube, auf der eine Laterne mit der Turmuhr sitzt. Die heutigen Kirchenglocken wurden 1957 von der Glockengießerei Bachert gegossen. Die Ecken des Turmes und des Langhauses sind mit Ecksteinen versehen. Der Innenraum ist mit einem flachen hölzernen Tonnengewölbe überspannt. 
Auf der Empore im Westen befindet sich die Orgel, die 1795/1796 Johann Wilhelm Schmerbach der Mittlere in einem alten Prospekt für die Oberkirche St. Nikolai in Groß Schneen erbaut hatte. Sie wurde 1969 durch die Firma Albrecht Frerichs in der Martinikirche wieder aufgebaut. 
In das Altarretabel wurde der spätgotische Flügelaltar aus der Vorgängerkirche eingearbeitet. Der Schrein zeigt geschnitzte Szenen der Passion, im Zentrum die Kreuzigung. Auf den Innenseiten der Flügel stehen je sechs Heilige in zwei Reihen. Auf den Außenseiten der Flügel sind oben zwei Szenen aus der Martinslegende und darunter je drei Apostel gemalt. In Wandnischen an den Langhauswänden stehen Figuren aus dem 17. Jahrhundert, u. a. Anna selbdritt, eine Mondsichelmadonna und der heilige Martin. Im Scheitel des Chors befindet sich das Wappen mit Chronogramm derer von Schlitz genannt von Görtz.